# سفيزف
سفيزف من أهم بلديات ولاية سيدي بلعباس حيث تقع أقصى شرق الولاية

## التسمية
ترجع تسمية بلدية سفيزف (بالغة فرنسية: sfisef) نسبة للثمار الوفيرة التي كانت تعرف بتلك المنطقة ثمرة السفيزف
تحدها من الغرب ولاية سيدي بلعباس ومن الشرق  معسكر ومن الجنوب ولاية سعيدة  == جغرافيا ==
توجد فيها سهول خصبة جيدة === تضاريس ===
مناخها معتدل صيف معتدل وشتاء معتدل=== مناخ ===
تقع غرب العاصمة الجزائرية === موقع ===

## تاريخ

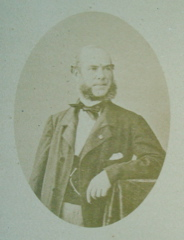
[https://web.archive.org/web/20161006155700/http://www.sfisef.net/vb/showthread.php?p=19560 غوستاف مرسييه-لاكومب

### الإحتلال الفرنسي
زفيزف وهذه البلدية التابعة ولاية سيدي بلعباس شمال غرب الجزائر، شهدت الكثير من التغيرات والاحداث ففي خلال الفترة الاستعمارية، في عام 1874، في منطقة القرية التقليدية لسفيزف، تأسست في ومنحت اسم مرسييه-لاكومب تكريما للمسؤول المدني السابق للجزائر،
. متخصص في زراعة الكروم ففي خلال الفترة الاستعمارية، في عام 1874، في منطقة القرية التقليدية لسفيزف، تأسست في ومنحت اسم مرسييه-لاكومب تكريما للمسؤول المدني السابق للجزائر، غوستاف مرسييه-لاكومب. متخصص في زراعة الكروم
(3800 هكتار من الكروم في 1956)، عرف مرسييه-لاكومب، في عام 1937، واحدة من أهم الأحداث العمال يطالبون المساواة في الاجور. قرية تعرف أيضا زراعة الشمندر 1953، كما تملك مصنع السكر الوحيدفي شمال أفريقيا فقط، بعد أن نقص السكر الكبيرة التي أثرت على الجزائر خلال الحرب العالمية الثانية. دفعت سفيزف تحية كبيرة إلى «الوطن» في أول والحرب العالمية الثانية وخلال الحرب في الهند الصينية. هاجر العديد من الأطفال إلى فرنسا للعمل في الزراعة (بنجر السكر والبازلاء) وفي صناعة السيارات (رينو). وقد استضافت ثلاث مدن فرنسية المهاجرين سفيزف
في بلدة سفيزف يوجد مقبرة قديمة رومانية وبربرية
. يشمل سفيزف على عدة الدواوير، والأكثر أهمية هو صوابرية على التلال المطلة على المنطقة كما تعتبرنقطة خدم الدعم اللوجستي والاستخبارات خلال حرب التحرير الوطني.

### الإستقلال
عند الاستقلال، تستخدم بلدية الاسم القديم لها سفيزف كماتمتلك العديد من المدارس، والأكثر أهمية هي المدرسة الأم السابقة لمحطة القطار التي دربت العديد من المتخصصين في مختلف المجالات..

### العشرية السوداء
في عام 1997، بين عين ادن وسفيزف، قتل هنالك 11 معلمة ومدرس واحدا تلوالاخر على نفس موقع الجريمة، وأقامت مسلة كبيرة لذكراهم

## مواصلات
زراعة أشجار الزيتون يجود فيها 20000 شجرة == إقتصاد ==
منبع ماء طبيعي عين الشفاء
قبر الولي الصالح سيدي يحى== معالم ==

## اعلام

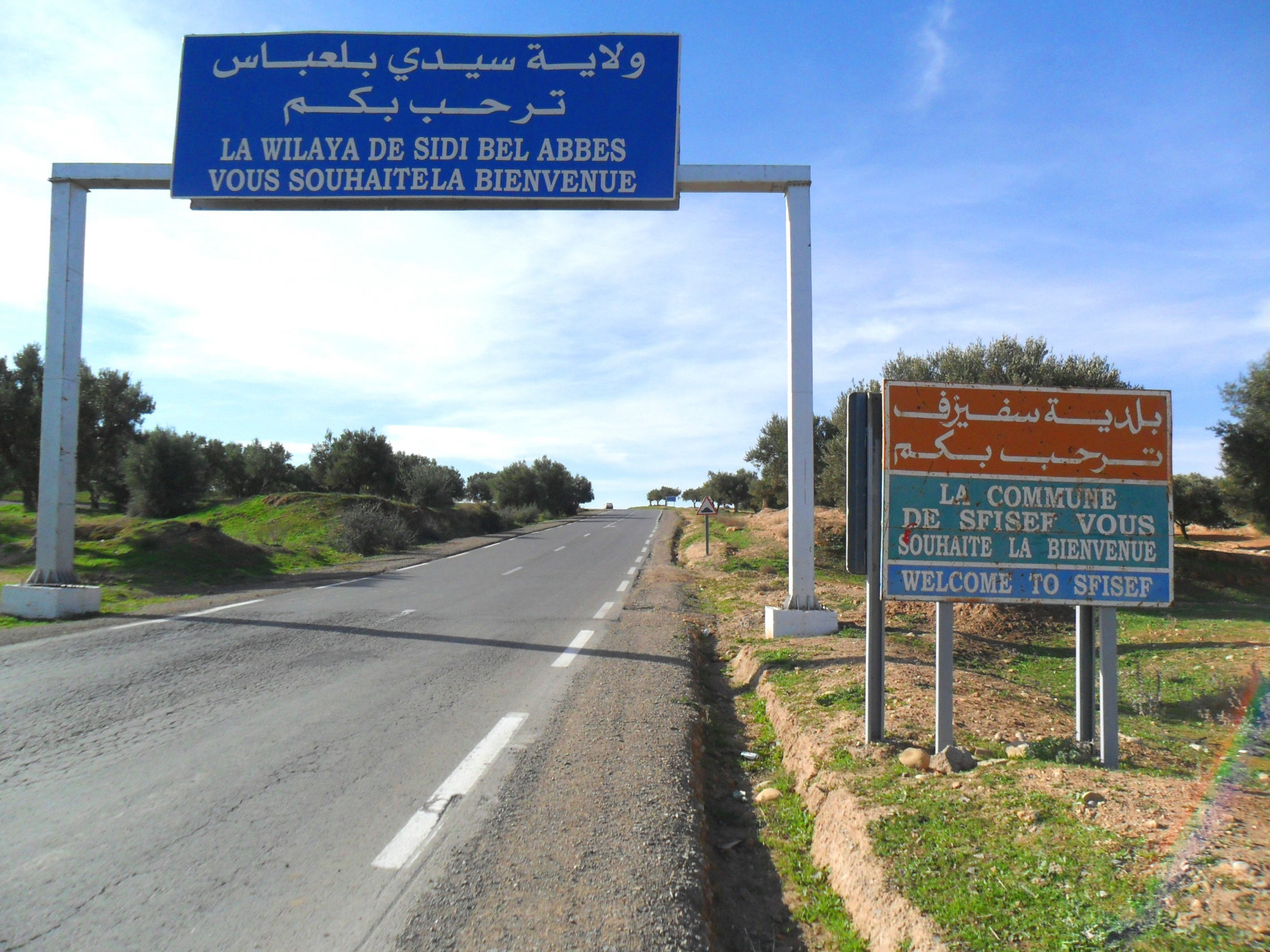
طريق سفيزف معسكر

```
الصحوة
```

- مصطفى بن إبراهيم

## وصلة خارجية
- سفيزف